# Babak Anvari
Pour les articles homonymes, voir Anvari.
Babak Anvari (en persan : بابک انوری), né en 1982 ou en 1983 à Téhéran (Iran), est un réalisateur britannico-iranien.

## Filmographie partielle

### Acteur
- 2004 : Une impression

### Département animation
- 2003 : Man pak konande-h hastam!

### Directeur de la photographie
- 2003 : Man pak konande-h hastam!

### Réalisateur
- 2005 : Creed (court métrage)
- 2005 : What's Up with Adam? (court métrage)
- 2007 : Solitary (court métrage)
- 2011 : Two and Two (court métrage)
- 2016 : Under the Shadow
- 2019 : Wounds
- 2022 : I Came By
- 2025 : Hallow Road

### Monteur
- 2006 : Duet (en)

### Producteur
- 2005 : Creed (court métrage)
- 2011 : Two and Two (court métrage)

### Ingénieur du son
- 2004 : Une impression

### Scénariste
- 2001 : ...Va man dar khoshbakhti-e shirin be donya amadam!
- 2007 : Solitary
- 2011 : Two and Two (court métrage)
- 2016 : Under the Shadow
- 2019 : Wounds

## Récompenses et distinctions
- (en) Babak Anvari: Awards, sur l'Internet Movie Database